# Phyllostegia pilosa
Phyllostegia pilosa är en kransblommig växtart som beskrevs av Harold St.John. Phyllostegia pilosa ingår i släktet Phyllostegia och familjen kransblommiga växter. Inga underarter finns listade i Catalogue of Life.